# Skönheten och monstret i Paris
Skönheten och monstret i Paris är en animerad fransk långfilm regisserad av Bibo Bergeron som hade premiär i Frankrike den 12 oktober 2012. Den är datoranimerad med inslag av 3D-animering. 

## Handling
Handlingen äger rum i Paris år 1910, Emile och hans orädde vän Raoul råkar släppa lös ett monster på Paris gator, och innan de vet ordet av blir de indragna i jakten på densamma.

## Rollista

### Franska röster
- Matthieu Chedid (-M-) – Francoeur
- Vanessa Paradis – Lucille
- Gad Elmaleh – Raoul
- Sébastien Desjours – Émile Petit
- Ludivine Sagnier – Maud
- Bruno Salomone – Albert, servitören på kabarén
- Julie Ferrier – Carlotta
- François Cluzet – prefekten Victor Maynott
- Philippe Peythieu – berättare och inspektör Pâté
- Sophie Arthuys – madame Omelette, blomsterhandlare
- Bernard Métraux – nyhetspojken, mannen
- Patricia Piazza – frugan
- Patrick Delage – polis i tjänst
- François Delaive – journalisten
- Bibo Bergeron – säljaren[2]

### Svenska röster
- Carla Abrahamsen – Lucille
- Jesper Adefelt – Raoul
- Nick Atkinson – Emile
- Ole Ornered – Maynott

#### Övriga röster
- Adam Portnoff
- Charlotte Ardai Jennefors
- Daniel Sjöberg
- Sanna Sundqvist
- Dick Eriksson

## Filmteam
- Regi – Bibo Bergeron
- Manus – Bibo Bergeron och Stéphane Kazandjian
- Storyboard – Bruno Dequier
- Animation – Bruno Dequier (animatör), Christophe Lourdelet (karaktärsdesigner)
- Musik – Matthieu Chedid och Patrice Renson
- Rekvisita – François Moret
- Produktionshantering – Lucie Bolze, Nicolas Trout
- Producent – Luc Besson
- Produktionsbolag – Bibo Films, EuropaCorp, uFilm, France 3 Cinéma
- Distributionsbolag – EuropaCorp Distribution (Frankrike)
- Budget – 28,22 miljoner euro [3]
- Utgivningsdatum[4] –  Frankrike : 12 oktober 2011
- DVD-utgivningsdatum – 15 februari 2012

## Musik
Musiken i filmen komponerades av Matthieu Chedid. Den släpptes av bolaget Barclay som ett album med 22 spår, inklusive låten La Seine, en duett mellan Matthieu Chedid och Vanessa Paradis, som också släpptes som singel.